# Robert Barr (scénariste)
Pour les articles homonymes, voir Robert Barr et Barr.
Robert Barr est un scénariste et producteur britannique né le 22 décembre 1909 à Glasgow (Royaume-Uni), décédé le 30 janvier 1999 à Londres (Royaume-Uni).

## Filmographie
Comme scénariste
- 1949 : The Time Machine (TV)
- 1956 : S.O.S. Scotland Yard (en) (The Long Arm)
- 1959 : Spy-Catcher (en) (série TV)
- 1962 : The Dark Island (en) (feuilleton TV)

Comme producteur
- 1949 : The Time Machine (TV)